# Korol i Shut
Korol i Shut (russe : Король и Шут) est un groupe russe d'horror punk, originaire de Saint-Pétersbourg, actif entre 1988 et 2014. Il tient ses textes et costumes de contes et autres fables. Le groupe se met en pause à durée indéterminée à la suite du décès de Mikhaïl « Gorchok » Gorsheniov, dans la nuit du 18 au 19 juillet 2013.

## Histoire
Le groupe est formé en 1988 par des camarades de classe à Saint-Pétersbourg comprenant les membres fondateurs Mikhail Gorsheniov (Михаил Горшенёв), Alexandr Balunov (Александр Балунов) et Alexandr Shchigoliev (Александр Щиголев).  Le chanteur Andrei Kniaz' Kniazev (Андрей Князь Князев) rejoint le groupe en 1990 et le guitariste Yakov Tsvirkunov (Яков Цвиркунов) en 1997. 
Le groupe enregistre pour la première fois en 1991 dans un studio semi-professionnel. Ils sont rapidement programmés à la radio après ça et commencent à jouer dans des pubs à Saint-Pétersbourg. À partir de 1993, ils tournèrent également à Moscou. Un an plus tard, le nom du groupe, qui signifie « Roi et Bouffon », est choisi en 1992. Le précédent nom est Контора. Le premier album sort en 1994 en quelques copies : Bud' kak doma putnik (Будь как дома путник), et est réédité en 2000. Le premier album qui est largement édité Kamnem po golove (Камнемпо голове) en 1996 par Melodiya. Beaucoup d’albums sont réalisés depuis. 
Leur premier clip est réalisé en 1998 pour la chanson Yeli miaso mujiki (Ели мясо мужики). 
Le chanteur et fondateur du groupe, Mikhaïl « Gorchok » Gorsheniov, décède dans la nuit du 18 au 19 juillet 2013. Il serait, selon certaines informations, mort d'une overdose d'héroïne.
Le 28 avril 2023 sort le premier épisode du documentaire Михаил Горшенёв. Легенда о Короле и Шуте (litt. « Mikhail Gorshenev. La légende du roi et du bouffon »), dédié à la mémoire de Gorshenev. Le 18 juillet 2023, le deuxième et dernier épisode du projet est diffusé.

## Textes
Les textes de Korol i Shut sont écrits par Andrei Kniaz' Kniazev et mettent en scène des histoires d’horreur et des contes folkloriques à propos de pirates, de trolls, de fantômes et de vampires, ainsi que la mythologie slave. Beaucoup de leurs chansons, malgré leur thématique horreur sont en fait humoristiques, sarcastiques ou ironiques (humour noir). Les membres du groupe portent sur scène du maquillage inspiré du style Misfits.

## Membres

### Derniers membres
- Yakov Yasha Tsvirkunov – guitare, chant
- Alexander Porutchik Shchigoliev – batterie
- Pavel Pahan Sazhinov – clavier
- Alexandr Renegat Leontiev – guitare
- Sergey Zahar Zaharov – guitare basse

### Anciens membres
- Mikhail Gorshok Gorcheniov – chant, guitare acoustique (décédé en 2013)
- Alexandr Balu Balunov – guitare basse
- Shurik Vasia Vasiliev – batterie
- Dmitrii Riabchik Riabchenko – guitare basse
- Dmitrii Kolbasa Kandaurov – guitare basse
- Grigorii Kuzmin – guitare basse
- Alexey Yagoda Gorshenev – batterie
- Maria Masha Nefiodova – violon
- Dmitri Casper Rishko – violon
- Andrei Kniaz Kniazev – chant

## Discographie
- 1996 : Камнем по голове
- 1997 : Король и Шут
- 1999 : Акустический альбом
- 1999 : Ели мясо мужики (album live)
- 2000 : Герои и злодеи
- 2001 : Собрание
- 2001 : Как в старой сказке
- 2002 : Жаль, нет ружья!
- 2003 : Мёртвый анархист (DVD)
- 2004 : Бунт на корабле
- 2006 : Продавец кошмаров
- 2007 : Cтрашные Сказки
- 2008 : Тень Клоуна
- 2010 : Театр демона
- 2011 : TODD. Акт 1. Праздник крови
- 2012 : TODD. Акт 2. На краю

## Liens Externes
- (ru) Site officiel
- Ressources relatives à la musique :   - AllMusic
  - Discogs
  - Last.fm
  - MusicBrainz
- Notices d'autorité :   - VIAF
  - ISNI
  - LCCN
  - WorldCat